# Crataegus tanacetifolia
Espèce
Crataegus tanacetifolia, communément nommée épine à feuilles de tanaisie, est une espèce de plantes à fleurs de la famille des Rosaceae.  

## Description
C'est une aubépine originaire de Turquie où elle est présente sur des pentes sèches ou dans des endroits rocheux, généralement sur calcaires.
Il s'agit d'un arbre ou un arbuste à feuilles caduques qui atteint jusqu'à 10 mètres de hauteur et 8 mètres de largeur.
Le fruit a un diamètre de 10–14 mm jusqu'à 25 mm. Il est de couleur orange ou rarement rouge. Il peut être consommé frais ou cuit.

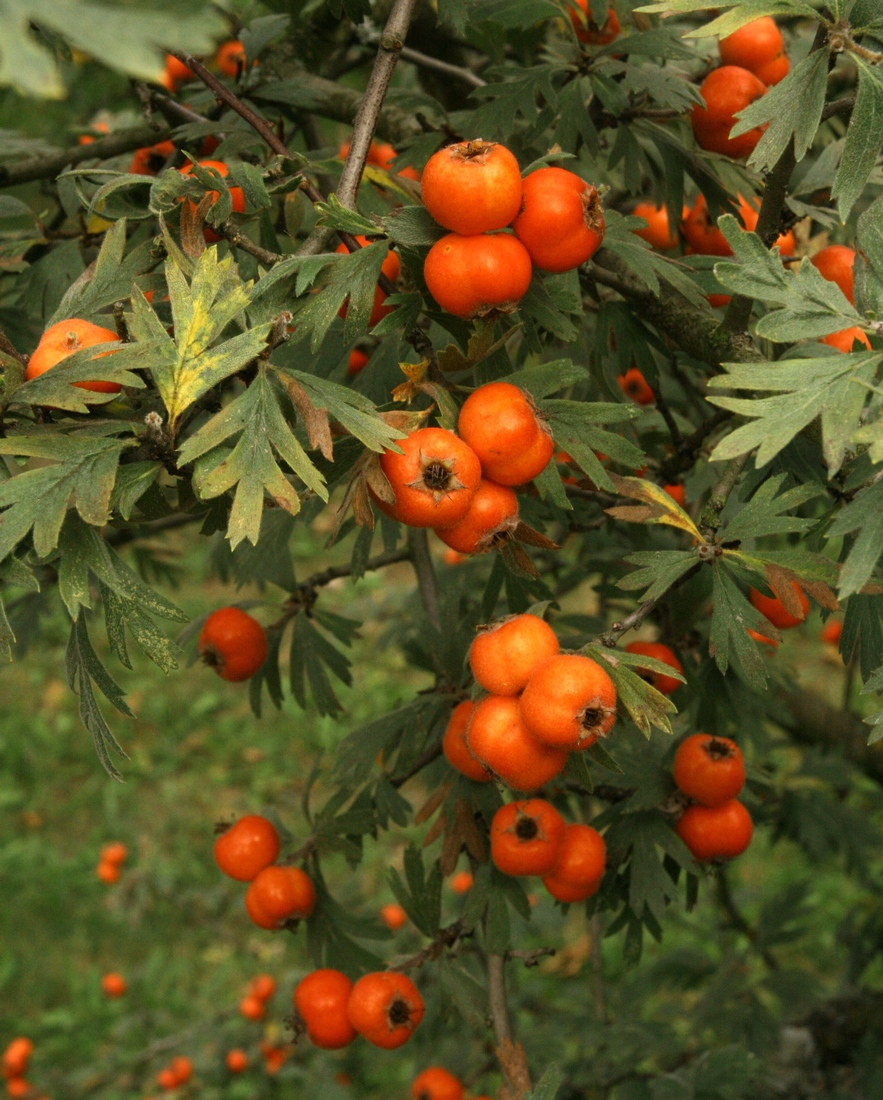
Les fruits.
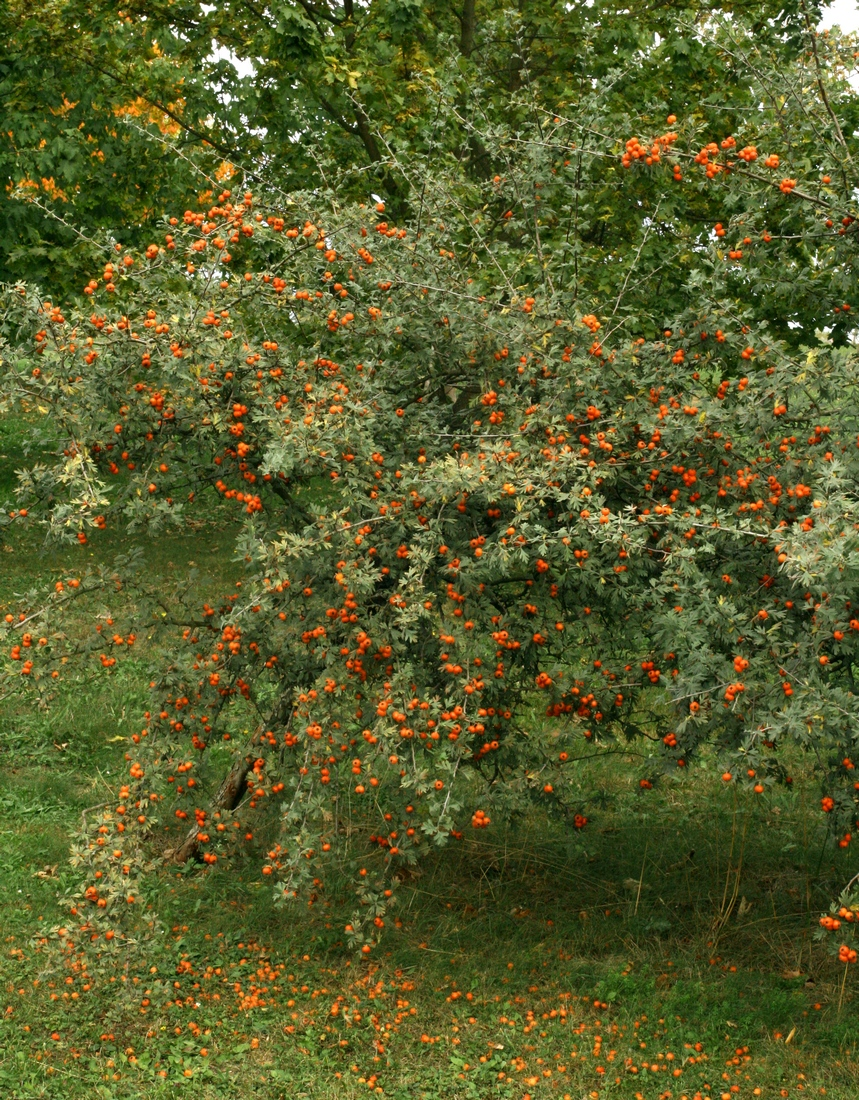
L'arbuste.

## Synonymie
- Mespilus tanacetifolia Poir.